# 間垣
間垣（まがき）は、日本相撲協会の年寄名跡のひとつ。初代・間垣が四股名として名乗っていたもので、その由来は定かではない。享保時代（1716年-1737年）に創設され、約300年の歴史をもつ由緒ある名跡である。戦後、不祥事や病気などで退職を余儀なくされた襲名者が多いことから「呪われた名跡」とも呼ばれている。

## 名跡の変遷
1958年9月場所限りで引退した元小結・清水川は、16代間垣を襲名すると追手風部屋の部屋付き親方となったが、翌年には分家独立して間垣部屋を創設した。しかし関取に恵まれず1975年に部屋は閉鎖となり、1979年、16代間垣は肝硬変のため53歳で死去した。1981年9月場所限りで引退した元関脇・荒勢は、17代間垣を襲名すると花籠部屋の部屋付き親方となった。 12代花籠(横綱・輪島)は17代間垣と同様に日本大学出身であったが、17代間垣は、1983年、既に引退していた56代横綱・二代目若乃花に名跡を譲り、芸能界へ転進し相撲界を去った。
二子山部屋所属の56代横綱・二代目若乃花は1980年に師匠である10代二子山（45代横綱・初代若乃花）の長女と結婚したが、約1年で離婚したうえ、以前より交際していた女性と再婚。これらの行動が影響する余波で年寄名跡を取得できず、1983年1月場所の引退時点では横綱特権の現役名年寄・若乃花となっていた。1983年5月に同門の荒勢の間垣株を取得すると、18代間垣となり二子山部屋の部屋付き親方となったが、同年12月に間垣部屋を創設した。18代間垣は複数名の弟子を幕内に育てた一方で、自身や弟子についてのトラブルが頻発し、再婚した夫人に2005年に先立たれたショックで酒量が増加した事などが起因し、2007年に自身も脳出血を発症し、後述の通りに部屋の運営に支障を来すこととなった。
2013年12月、相撲協会が公益法人へと移行するため、親方衆に名跡証書の提出を求めたが18代間垣は提出することができず、名跡証書を保有する現役関取の名前も明かされなかったことから、一部には名跡証書が行方不明状態になっていることが報じられた。18代間垣は既に脳出血の後遺症により後進の指導を十分に行えず、同年3月に自身の部屋を閉鎖して伊勢ヶ濱部屋の部屋付きとなっていたが、18代間垣は結果的に期限までに名跡証書を提出できず、相撲協会を退職した（18代は退職後の2022年に69歳で死去している）。
2014年1月、時天空が日本に帰化すると、同年5月に間垣名跡の取得を正式に届け出ていたことが同年6月に報道された。相撲協会の規定では「年寄名跡は、本協会の年寄及力士の有資格者以外の第三者に譲渡し、又は担保に供することが出来ない」とあり、また1976年より「年寄名跡の襲名は、日本国籍を有する者に限ることとする」とされていた。18代間垣が名跡証書の提出を求められた2013年12月の時点では、時天空はモンゴル国籍であったために年寄名跡の襲名資格は無く、所有者の名前が明かされることも無かったとみられる。時天空は2016年8月に現役を引退して19代間垣を襲名したが、引退の原因にもなった悪性リンパ腫の病状が悪化し、在職中の2017年に37歳の若さで死去した。
19代間垣の没後しばらくは故人の遺族が名跡を保有していたが、2018年4月に佐ノ山を借株で襲名していた土佐豊が名跡を取得して20代間垣を襲名。しかし2021年2月、時津風（前頭・時津海）が不祥事のため相撲協会を退職すると、20代間垣は名跡変更により17代時津風を襲名して時津風部屋を継承した。その後同年5月に横綱・白鵬（宮城野部屋）が間垣の名跡を取得、同年9月に現役を引退して21代間垣を襲名し、宮城野部屋付きの親方となった。21代間垣は2022年7月に宮城野部屋を継承するため12代宮城野（前頭・竹葉山）と名跡を交換して13代宮城野を襲名、代わって12代宮城野が22代間垣を襲名した。22代間垣は停年後も再雇用されて相撲協会に留まっていたが、2023年6月1日付で相撲協会を退職。代わって元前頭で直前の同年5月場所では序二段に陥落していた石浦が現役を引退し、23代間垣を襲名した。平成生まれでは初の名跡取得となる。

## 間垣の代々
- 代目の太字は、部屋持ち親方。

| 代目 | 引退時しこ名     | 最高位 | 現役時の所属部屋     | 襲名期間                              | 備考                 |
| ---- | ---------------- | ------ | -------------------- | ------------------------------------- | -------------------- |
| 初代 | 間垣伴七         | ---    | ---                  |                                       |                      |
| 2代  | ?                | ---    | ---                  |                                       |                      |
| 3代  | 冨士根鉄五郎     | ---    | ---                  |                                       |                      |
| 4代  | 香取山喜傳治     | ---    | 常盤山部屋?          | 1796年?-1805年?                       |                      |
| 5代  | 鈴鹿山清蔵       | ---    | 間垣部屋?            | 1806年?-1810年?                       |                      |
| 6代  | 鯱亀之助         | 十10   | 間垣?-粂川部屋?      | 1819年?-1844年?                       |                      |
| 7代  | 三河屋繁治郎     | ---    | ---                  | 1844年?-1849年?                       |                      |
| 8代  | 龍虎平吉         | 下8    | 雷部屋               | 1856年?-1881年?                       |                      |
| 9代  | 出釈迦山峯吉     | 前8    | 音羽山-間垣部屋      | 1881年?-1892年10月（死跡）            | 二枚鑑札             |
| 10代 | 出釈迦山光右エ門 | 下10   | 間垣部屋             | 1894年1月-1897年1月（返上）           | 二枚鑑札             |
| 11代 | 九紋龍竹松       | 十1    | 音羽山-高砂-武隈部屋 | 1901年?-1913年10月（死去）            |                      |
| 12代 | 尼ヶ嵜清吉       | 小結   | 高砂部屋             | 1915年5月-1947年3月（死去）           |                      |
| 13代 | 大邱山高祥       | 関脇   | 出羽海部屋           | 1947年11月-1950年1月（廃業）          |                      |
| 14代 | 明瀬川傳四郎     | 前13   | 伊勢ヶ濱部屋         | 1950年1月-1951年5月（廃業）           | 借株                 |
| 15代 | 信濃川藤四郎     | 十11格 | 鏡山-伊勢ヶ濱部屋    | 1951年5月-1958年9月（廃業）           | 借株                 |
| 16代 | 清水川明於       | 小結   | 追手風部屋           | 1958年9月-1979年2月（死去）           |                      |
| 17代 | 荒勢永英         | 関脇   | 花籠部屋             | 1981年9月-1983年2月（廃業）           |                      |
| 18代 | 若乃花幹士 (2代) | 横綱   | 二子山部屋           | 1983年5月-2013年12月（退職）          |                      |
| 19代 | 時天空慶晃       | 小結   | 時津風部屋           | 2016年8月-2017年1月（死去）           |                      |
| 20代 | 土佐豊祐哉       | 前1    | 時津風部屋           | 2018年4月-2021年2月                   | 17代時津風に名跡変更 |
| 21代 | 白鵬翔           | 横綱   | 宮城野部屋           | 2021年9月-2022年7月                   | 13代宮城野に名跡変更 |
| 22代 | 竹葉山真邦       | 前13   | 宮城野部屋           | 2022年7月-2022年8月（停年(定年)退職） |                      |
| 22代 | 竹葉山真邦       | 前13   | 宮城野部屋           | 2022年8月-2023年6月（退職）           | 再雇用               |
| 23代 | 石浦鹿介         | 前5    | 宮城野部屋           | 2023年6月-                            |                      |